# Masonie

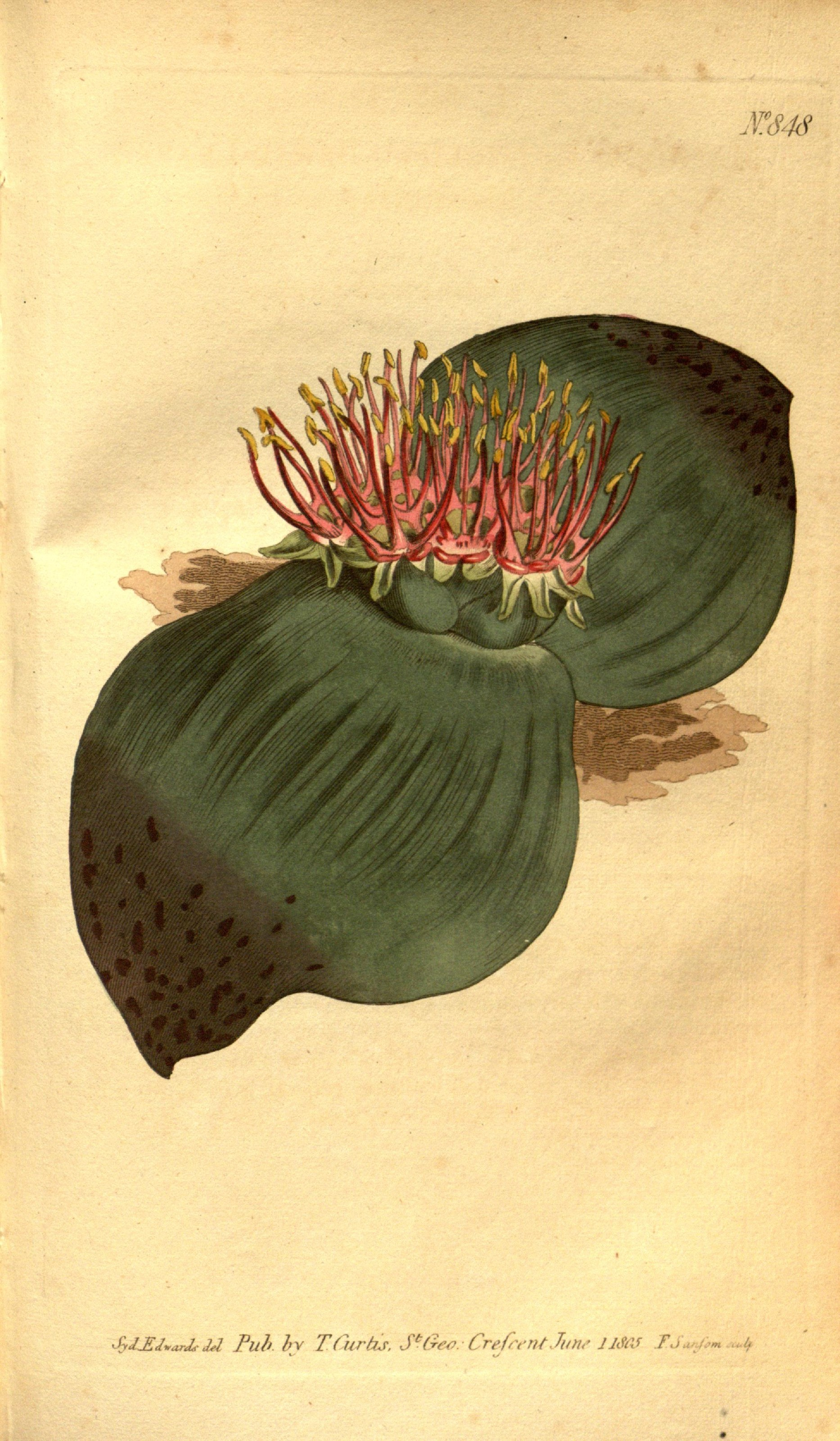
Massonia depressa na ilustraci z roku 1805

Masonie (Massonia) je rod rostlin z čeledi chřestovité. Jsou to sezónně zatahující cibuloviny se dvěma širokými, protistojnými listy a květy v hlávkovitém nebo klasovitém květenství. Plodem je tobolka. Rod zahrnuje 26 druhů a je svým rozšířením omezen na sezónně suché oblasti jižní Afriky. Mimo neobvyklého vzhledu jsou rostliny zajímavé také tím, že jejich květy opylují hlodavci. Některé druhy jsou zřídka pěstovány ve specializovaných sbírkách rostlin.

## Popis
Masonie jsou vytrvalé, sezónně zatahující cibuloviny. Cibule je podzemní, kulovitá, se suknicemi.
Listy jsou dva, vstřícné, kožovité nebo lehce sukulentní, podlouhlé až okrouhlé, jednolitě zelené nebo s purpurovými skvrnami či žíháním. V přírodě bývají listy přitisklé k povrchu půdy, u pěstovaných rostlin někdy poněkud odstávají.
Květenstvím je hlávkovitě stažený hrozen, vyvíjející se při zemi mezi bázemi listů a podepřený zákrovem z listenů. Květy jsou zelenavé, bílé, smetanové nebo růžové, zvonkovité nebo válcovité. Okvětní lístky jsou srostlé do krátké nebo dlouhé okvětní trubky. Tyčinky jsou přirostlé v ústí okvětní trubky.
Semeník je srostlý ze 3 plodolistů, obsahuje mnoho vajíček a nese čnělku zakončenou drobnou bliznou.
Plodem je trojboká, tenkostěnná tobolka se 3 laloky nebo křídly. Obsahuje mnoho kulovitých, matně černých semen.

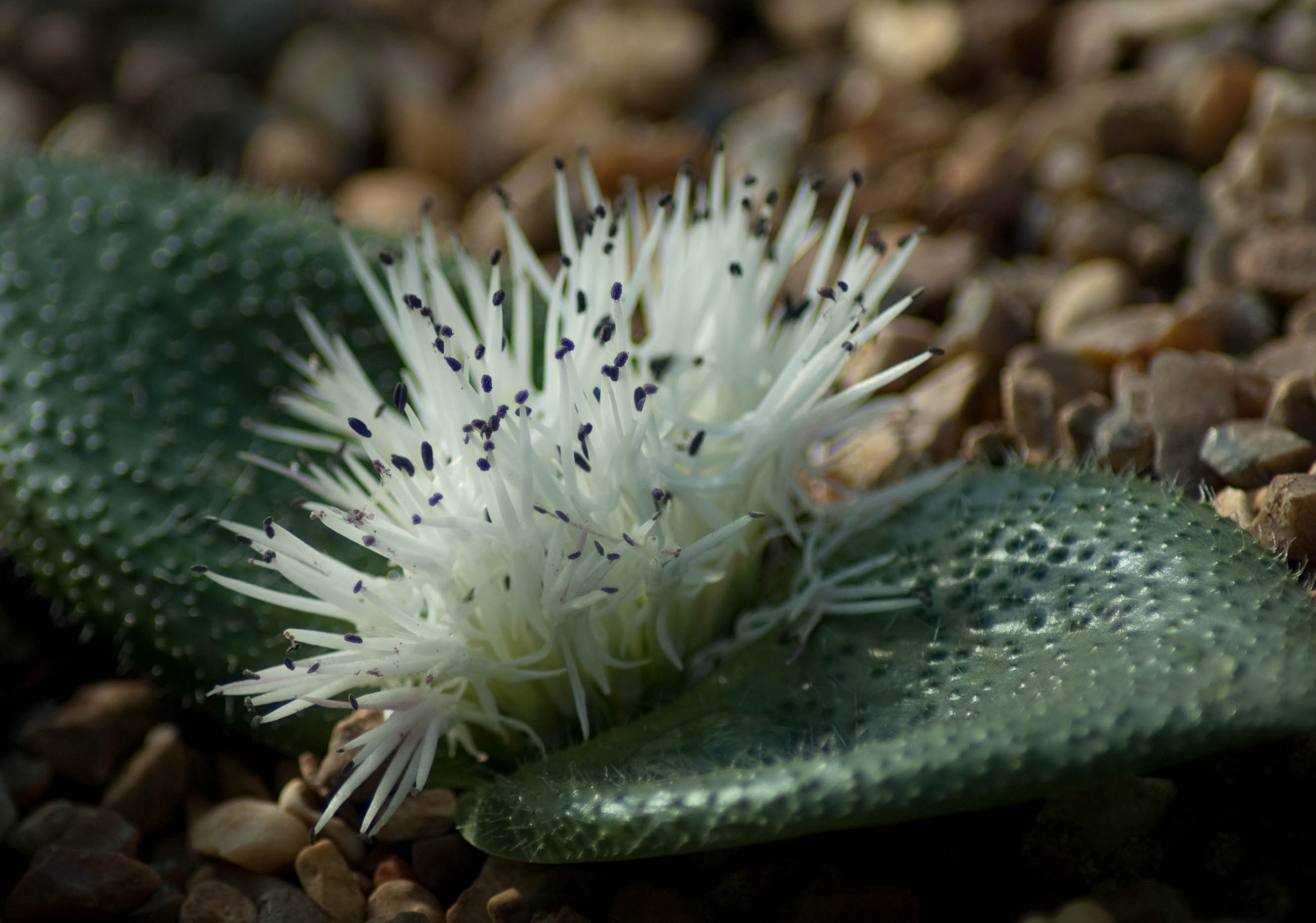
Massonia pygmaea
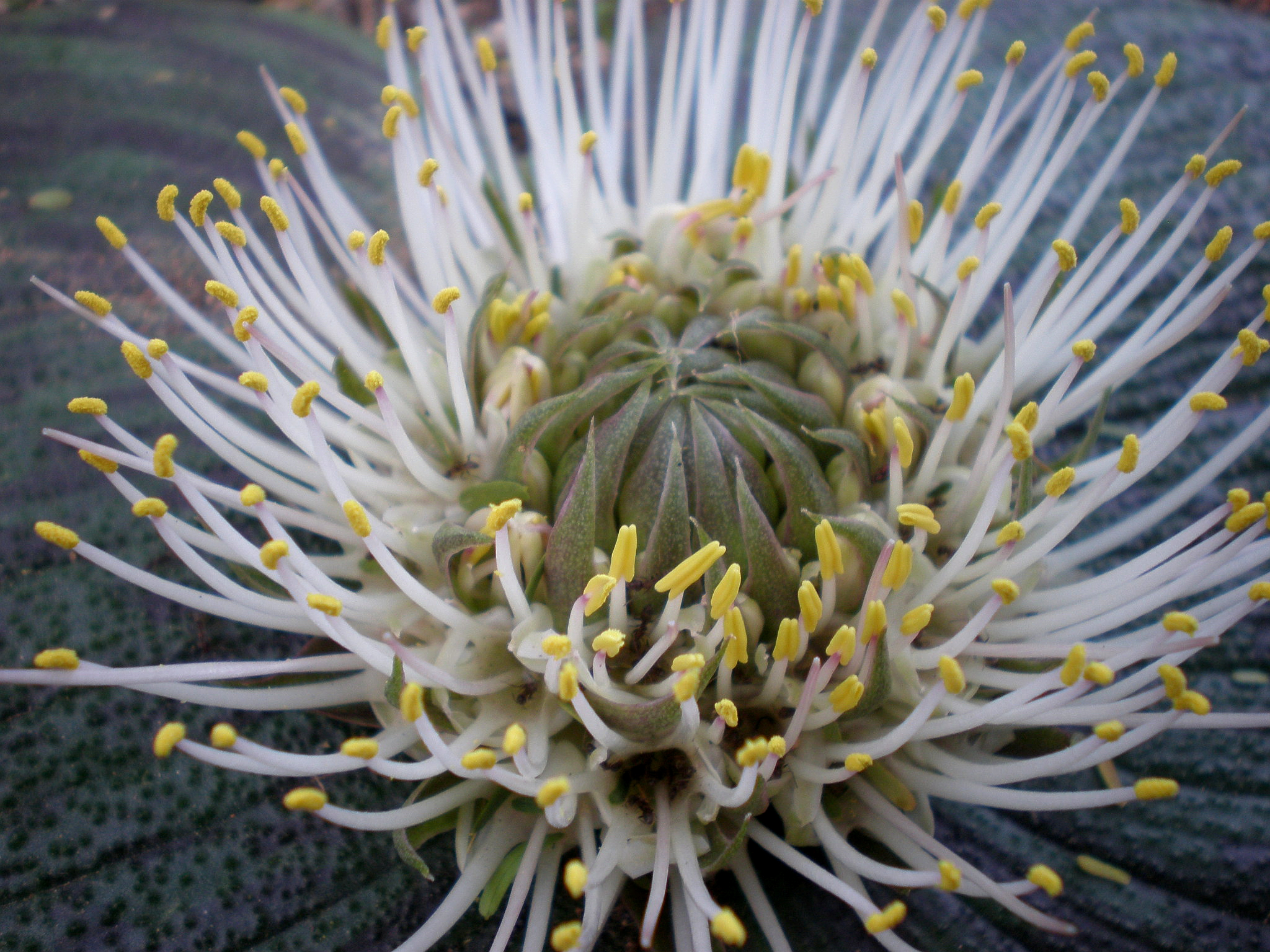
Detail květenství Massonia pustulata
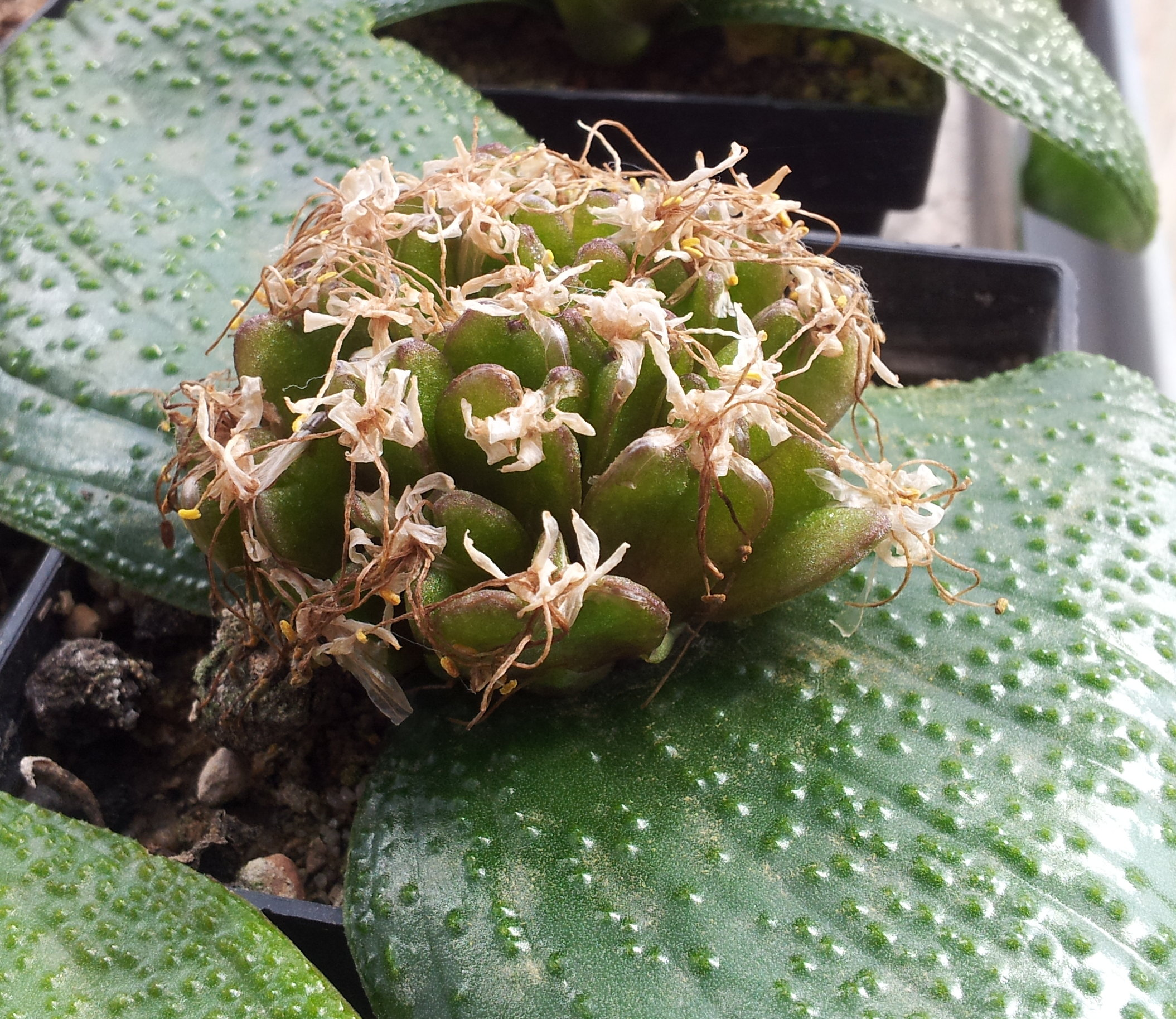
Nedozrálé plodenství Massonia pustulata

## Rozšíření
Rod masonie zahrnuje 26 druhů. Vyskytuje se výhradně v jižní Africe v Jihoafrické republice, jižní Namibii a Lesotho. Jsou rozšířeny v polosuchých oblastech a subalpínské vegetaci, a to zejména v oblastech se zimním obdobím dešťů. Jsou součástí charakteristických jihoafrických společenstev, známých jako karru a fynbos.

## Ekologické interakce

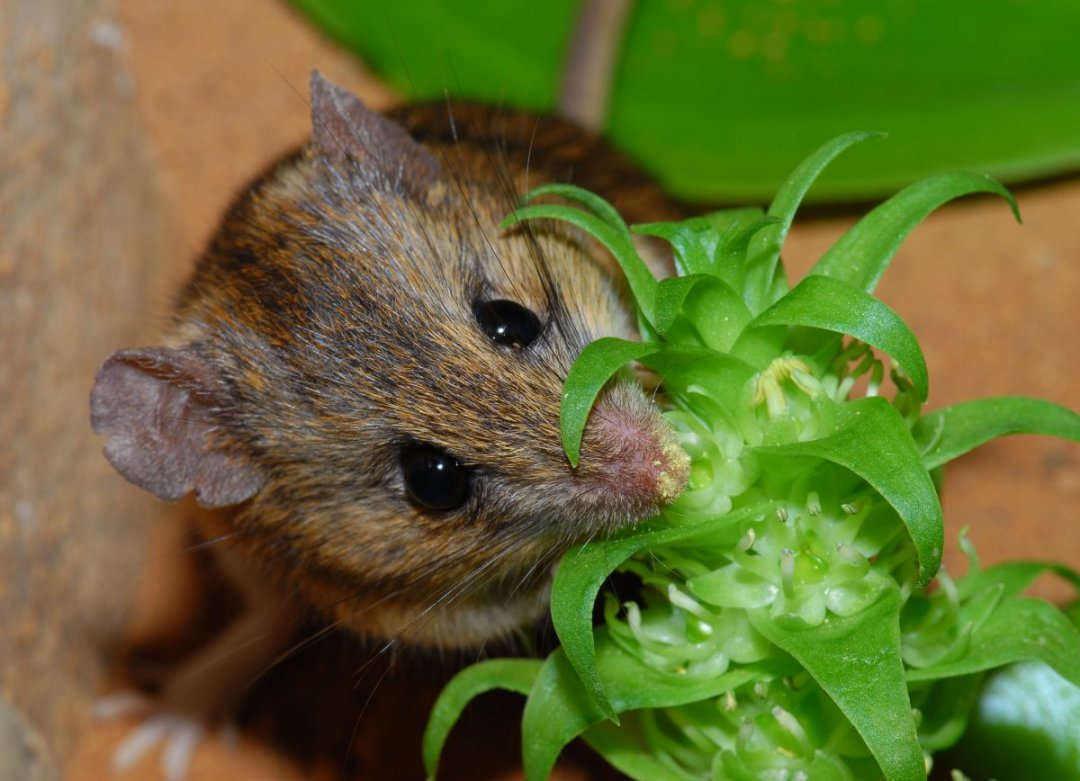
Krysa namaquejská hodující na nektaru Whiteheadia bifolia (syn. Massonia bifolia)

Masonie mají neobvyklý způsob opylování, neboť jsou opylovány hlodavci, kteří vyhledávají jejich květy pro sladký nektar. Tento způsob opylování je znám např. také u habituelně podobného rodu androcymbium (Androcymbium) z čeledi ocúnovité a u parazitického rodu ozorna (Cytinus) z čeledi ozornovité. Květy opylované nelétajícími savci mají obecně robustní stavbu, málo nápadné barvy, obsahují množství nektaru a mají dlouhé, vyčnívající čnělky a prašníky. V případě opylování hlodavci také bývají situované blízko půdního povrchu. Mezi hlodavce navštěvující květy druhu Massonia depressa náleží pískomil chluponohý (Gerbillurus paeba), pískomil běloskvrnný (Desmodillus auricularis), krysa namaquejská (Aethomys namaquensis), bodlinatka Acomys subspinosus a myška africká (Mus minutoides).

## Taxonomie
Taxonomické vymezení rodu Massonia a skupiny příbuzných rodů z tribu Massonieae (Whiteheadia, Desertia, Namophila) prošlo v posledních desetiletích různými změnami. Rod Desertia byl ustaven v roce 2015 a byl do něj zařazen jeden druh z rodu Whiteheadia (Desertia etesionamibensis) a jeden nově popsaný druh. Rod Whiteheadia, který byl v minulosti některými taxonomy slučován s rodem Massonia, je v současném pojetí monotypický a zahrnuje jediný druh, Whiteheadia bifolia. Monotypický je také rod Namophila.
Whiteheadia bifolia se od rodu Massonia odlišuje zejména klasovitým květenstvím a křehkými listy. Zástupci rodu Desertia mají rovněž klasovité květenství. Nejpodobnější masoniím je z dané skupiny rodů Namophila urotepala. Odlišuje se mj. tvarem listenů (úzké) a plody, které jsou i za zralosti obalené dužnatým vytrvalým okvětím.
Některé druhy byly v minulosti přeřazeny z rodu Massonia do rodu Polyxena, který byl později vřazen do rodu Lachenalia.

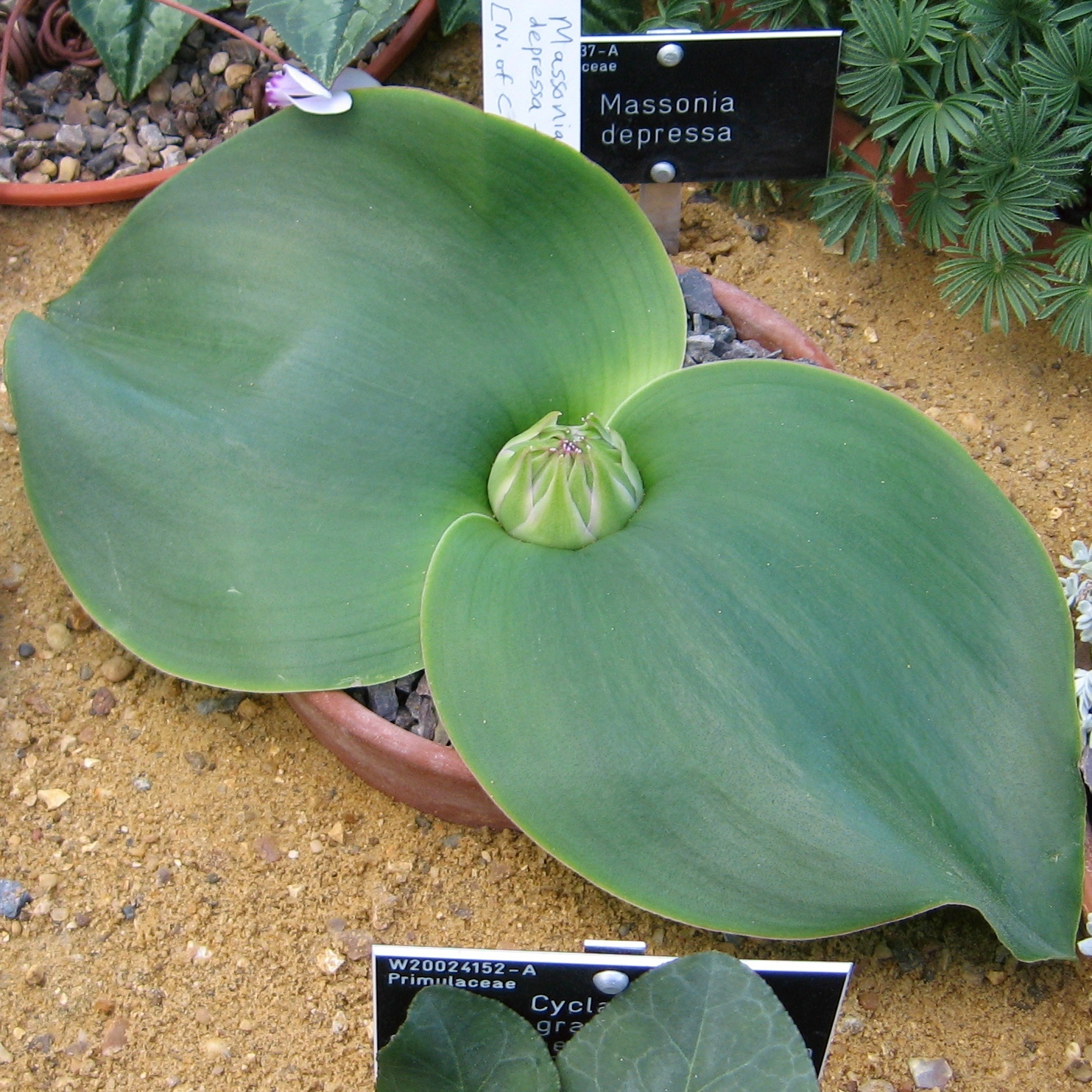
Massonia depressa

## Pěstování
Masonie vyžadují plné slunce a dobře propustnou, písčitou půdu. Vzhledem k velikosti listů je vhodné je sázet do větších nádob. Rostliny potřebují klidovou sezónu, kterou přečkávají v zataženém stavu. Pro toto období je nutno omezit zálivku a umístit rostliny v teple a suchu. Množí se výsevem na povrch písčitého substrátu. Mladé rostliny je třeba zalévat jen velmi opatrně. Semenáčky lze od sebe oddělit a rozsázet v období dormance.
Masonie jsou pěstovány zřídka a nejsou uváděny ze sbírek žádné české botanické zahrady.